# Volkov Commander
Volkov Commander — файловый менеджер для операционной системы DOS, клон файлового менеджера Norton Commander.
Автор программы — программист Всеволод Волков. Программа распространяется по лицензии Shareware.
В настоящее время используется в основном в составе дисков на базе DOS (в частности, FreeDOS), предназначенных для восстановления данных и тому подобных экстренных действий.

## Преимущества
Volkov Commander 4.0 (выпущен 9 мая 1994 года) имеет преимущества перед Norton Commander 3.0:
- Неупакованный размер всего 64 кб — аналогичная Norton Commander функциональность реализована в значительно меньшем объёме
- Копирование деревьев каталогов целиком (а не только выделенных файлов);
- Перенос каталогов в пределах одного диска без копирования (эта функциональность появилась только в Norton Commander 4.0);
- 5 вариантов обработки файлов — встроенный/внешний редактор, встроенный/внешний просмотрщик, запуск по расширению, причём внешние команды также настраивались по расширению файла;
- Встроенный редактор грузит файлы размером в сотни килобайт, пока хватает памяти (вплоть до 640 кБ за вычетом занятой самим VC и другими программами), против 64/32 кб для просмотрщика/редактора у Norton Commander;
- Встроенный шестнадцатеричный редактор;
- Имеет систему управления резидентными программами (вызывается по Alt+F5) с возможностью удалять резидентные программы (возможно только для программ, запущенных из-под VC; не всегда работает корректно). Функциональность этой системы довольно мала из-за особенностей DOS.

В альфа-версиях пятого релиза VC (4.99) была внедрена поддержка длинных имен файлов, создаваемых операционными системами Windows 95 и Windows 98 на файловых системах FAT16 и FAT32.

## Современные аналоги Volkov Commander
1. Midnight Commander for Windows
2. Far Manager
3. trolCommander
4. Double Commander
5. Multi Commander
6. Unreal Commander
7. Commander One

## Недостатки
- Относительно мало возможностей
- 12 кб памяти, занимаемые при запуске других программ (если не загружать программу в UMB);
- Не развивается с 2000 года, когда была выпущена последняя официальная версия 4.99.08 alpha;
- В не-альфа-версиях нет подсветки по типам файлов, поддержки длинных имён. В альфа-версиях, напротив, нет многого другого.